# Heinz Kuttin
Heinz Kuttin, född 5 januari 1971 in Gassen, Kärnten, är en österrikisk tidigare backhoppare och backhoppstränare, och nuvarande idrottslädare. Han tävlade för SV Villach.

## Karriär
Heinz Kuttin hade tidigt framgångar i backhoppning. Han har 5 guldmedaljer i junior-VM (normalbacke och lagtävling i Saalfelden 1988, lagtävling i Vang 1989 och normalbacke och lagtävling i Štrbské Pleso 1990).
Kuttin debuterade i Världscupen 30 december 1987, 16 år gammal och tog en åttonde plats. Han har två segrar i deltävlingar i världscupen, båda tagna i Trondheim, 13 mars 1991 och 8 mars 1992. Bästa säsongen i världscupen var 1990/1991 då han kom sjua totalt. Den starkaste insatsen i Tysk-österrikiska backhopparveckan kom säsongen 1993/1994 där han blev sjua.
Under Olympiska Spelen i Albertville 1992 lyckades han vinna en silvermedalj i laghoppningen och en bronsmedalj i stora backen. I normalbacken blev han fyra. I OS i Lillehammer 1994 tog han bronsmedalj i lagtävlingen. I VM i Val di Fiemme 1991 vann Kuttin tävlingen i normalbacken och tog också guld tillsammans med Ernst Vettori, Stefan Horngacher och Andreas Felder. I VM i Lahtis 1989 tog han en silvermedalj i normalbacken och i VM i Falun 1993 var han med i det österrikiska bronslaget.
Heinz Kuttin avslutade sin backhoppningskarriär 1995.

## Senare karriär
Efter backhoppskarriären har Heinz Kuttin bland annat varit verksam som tränare för österrikiska landslaget 2002 - 2003 (assistenttränare tillsammans med Stefan Horngacher under chefstränaren Hannu Lepistö). 2003 - 2004 var han huvudtränare för polska B-landslaget och mellan 2004 och 2006 var han tränare för polska A-laget. För närvarande verkar han för Österrikes Skidförbund (ÖSV) i Villach.